# Sakramentshaus St. Lorenz (Nürnberg)

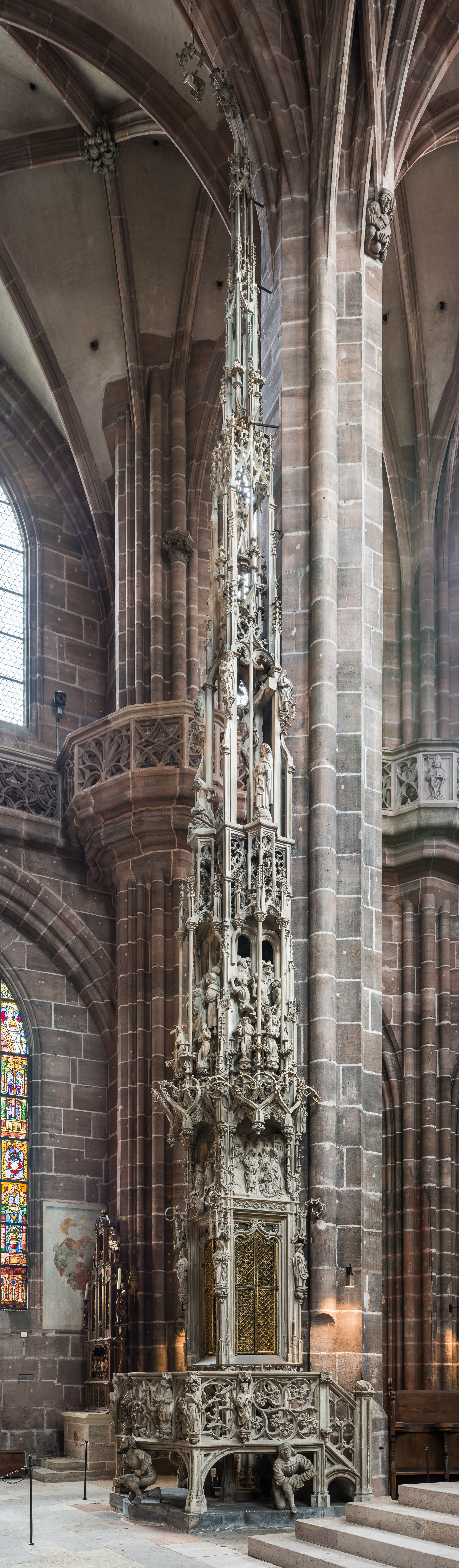
Sakramentshaus

Das Sakramentshaus St. Lorenz in der St.-Lorenz-Kirche zu Nürnberg, entstanden zwischen 1493 und 1496, ist ein rund 20 Meter hohes und zirka 3,40 Meter breites Tabernakel. Oberhalb des eigentlichen Sakramentsschränkchens sind verschiedene Szenen des Leidens Christi dargestellt.

## Geschichte
Das Sakramentshaus, dessen Herstellung auf eine Stiftung der Familie des Hans Imhoff d. Ä. (auch Hans IV. Imhoff) zurückgeht, wurde 1496 eingeweiht. Es besteht aus Sandstein aus Steinbrüchen von Vach bei Fürth, den der Bildhauer Adam Kraft in mehreren Etagen übereinander gefügt hat. Der Stifter zahlte an das Atelier von Adam Kraft 700 Gulden, dazu ein „Ehrengeld“ von 70 Gulden. Die Anfertigung der Schranktüren schlug mit 20 Gulden zu Buche.
Trotz der Reformation blieben die in der Kirche vorhandenen Altäre und das Sakramentshaus unangetastet.
Im Zweiten Weltkrieg hatten Bombenabwürfe im August 1943 über dem Stadtzentrum auch die Lorenzkirche getroffen. Das Sakramentshäuschen war zwar durch eine Ummauerung im unteren Bereich geschützt worden, doch das obere Drittel des Kunstwerks wurde zerstört. Nach dem Krieg fertigten Kunsthandwerker diese Teile nach alten Vorlagen neu.

## Beschreibung

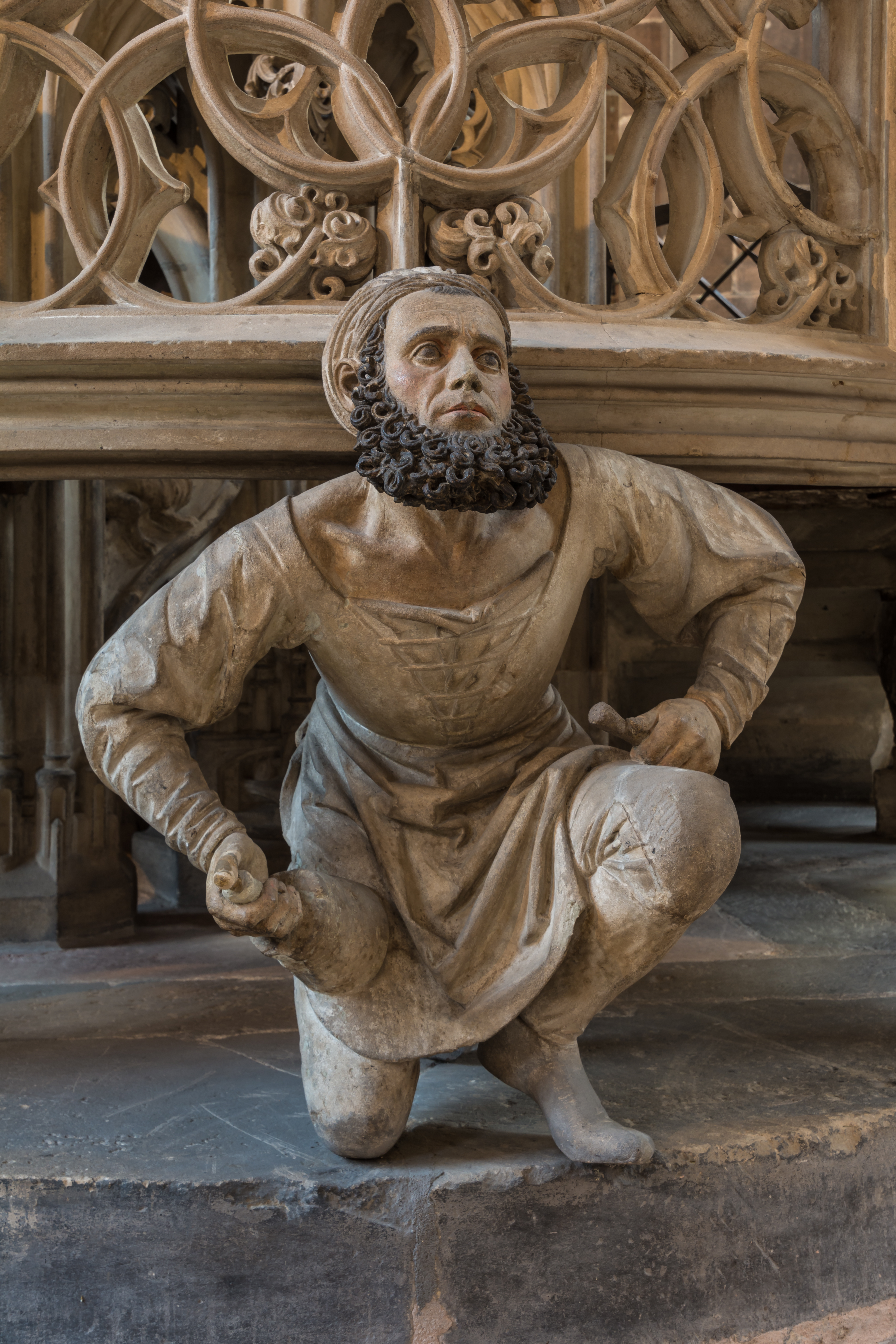
Selbstbildnis des Adam Kraft

### Überblick
Das Kunstwerk ist vielfältig fein durchbrochen und hat die Form einer überdimensionalen Fiale, deren Spitze sich in den Kirchenraum herunterneigt. Es lehnt sich mit einer Seite an einen Pfeiler des Kirchenschiffs an.

### Umgang
Zuunterst befindet sich eine viereckige Umgangsbühne, die sich um eine mit einer Mittelsäule und vier Füßen versehene Basis herumzieht. Sie diente wie in Ulm zur feierlichen Präsentation der in einer Monstranz sichtbaren Eucharistie.  Das Podest, das über ein Treppchen erreicht wird, trägt ein in filigraner Ornamentik herausgearbeitetes Geländer. Darunter sind drei kniende Figuren angeordnet, die mit ihren Rücken anscheinend das gesamte Kunstwerk tragen. Es handelt sich um Personen in drei verschiedenen Lebensaltern, die sinnbildlich das Leben gemeinsam tragen.
Der Mann im mittleren Lebensalter wird als Selbstbildnis des Künstlers gedeutet. Er hält ein Steinmetzwerkzeug in seinen Händen, ein Kinnbart und volles mittellanges Haar schmücken seinen Kopf.

### Hostienschrank
Die Besucher der Kirche schauen vom Umgang durch engmaschige vergoldete Gittertüren in den Hostienschrank. Die engen Maschen ermöglichen eher nur einen schemenhaften Blick auf das Brotbehältnis. Das Schränkchen lässt sich von drei Seiten öffnen. Die Türen entstanden in der Werkstatt des Kunstschmieds „Meister Friedrich“ und bestehen aus Eisen, das oberflächenvergoldet wurde.
An den äußeren vier Ecken der ersten Etage sind die Figuren des Mose, des Erzengels Gabriel, der Muttergottes Maria und des Aaron zu sehen.

### Abendmahl
Die dritte Ebene stellt in drei Reliefs das Abendmahl Jesu dar. Dazu zeigt das (linke) Relief das Gebet im Garten Gethsemane, das mittlere das letzte Mahl mit den Jüngern, das rechte Relief den Abschied Jesu von den Frauen. Zwischen zwei Sitzbänken ist Gottvater zu sehen. Ein Metallband unter den Darstellungen zeigt das Jahr 1496, in welchem das Sakramentshäuschen fertiggestellt war.

### Passion
Die größte Darstellung – sowohl in der Höhe als auch in der Reichhaltigkeit der teilweise vollplastischen Figuren – bilden Szenen aus dem Leidensweg. Über einer aus Stein gearbeiteten Dornenkrone mit einem leidenden und die Leidenswerkzeuge tragenden Engel darin sind Reliefs gearbeitet: die Folter durch Geißelung (links), Schaustellung durch Pilatus (Mitte) und Urteilsverkündung.

### Kreuzigung
Für die Betrachter nicht mehr erreichbar, aber trotzdem gut sichtbar, sind an den Stützen des Häuschens der Gekreuzigte (an der Wand), darunter der Jünger Johannes, vor dem Kreuz kniend die Jüngerin Maria Magdalena und Jesu Mutter Maria dargestellt. Diese Trauerszene wird nur durch angedeutete Kreuzchen an den Stützen dezent unterstrichen.

### Auferstehung
Im Zentrum dieser Ebene findet sich nur eine einzige Figur – die vom Künstler absichtlich aus organischem, also lebendigem Material geformt wurde, im Gegensatz zu all den Metall- und Steinmaterialien. Die etwa einen Meter hohe hölzerne Figur des nach der Kreuzesabnahme an Ostern auferstehenden Jesus wurde nicht nach dem Auftrag des Spenders geformt, sondern eigenständig von Adam Kraft erdacht und geschnitzt. (Im Übrigen sollen auch die drei Figuren unter dem ersten Umgang nicht Bestandteil des Werkvertrags zwischen Imhoff und dem Künstler gewesen sein.)

### Spitze
Das abschließende Teil des Sakramentshäuschens ist die nach unten eingedrehte Spitze. Sie besteht aus einzelnen Steinteilen, die perlenähnlich auf einen Draht gefädelt sind. Die Neigung steht für die Erdverbundenheit Gottes, dass dieser sich den Menschen zuneigt und sie immer auf den Boden zurückführt. In der Form sehen einige Fachleute den Krummstab des guten Hirten, andere vermeinen auch einen Keimling zu erkennen.